# الردود (حضرموت)
الردود هي إحدى قرى الجمهورية اليمنية. وهي تتبع جغرافيًا لمحافظة حضرموت. وإداريًا لمديرية تريم. يبلغ تعداد سكانها 3297 نسمة حسب الإحصاء الذي جرى عام 2004.